# Emblème de la république populaire de Chine

Emblème de la république populaire de Chine.

L'emblème de la république populaire de Chine (en chinois 中华人民共和国国徽) est représenté par Tian'anmen (la « porte de la Paix céleste »), entrée de la Cité interdite depuis la place Tian'anmen à Pékin, dans un disque rouge.
Au-dessus de cette représentation, on trouve les cinq étoiles également présentes sur le drapeau national, qui représentent les ouvriers, les paysans, les commerçants et les lettrés, tous au service du Parti (grande étoile). La bordure extérieure du cercle est décorée d'épis de blé et la partie intérieure de grains de riz, qui rappellent l'importance de l'agriculture et de la paysannerie dans l'idéologie maoïste. Au centre de la partie inférieure de la bordure se trouve une roue dentée qui symbolise le travail industriel.

### Emblème de la république soviétique chinoise (1931-1937)

Emblème de la république soviétique chinoise

## Histoire

### Emblème de la république populaire de Chine (1949)
Le 10 juillet 1949, le gouvernement organise un concours public pour la conception de l'emblème national, mais aucune conception satisfaisante n'est sélectionnée. Par conséquent, le 27 septembre 1949, la première session plénière de la Conférence consultative politique du peuple chinois (CCPPC) décide d'inviter des concepteurs pour les propositions de l'emblème national et deux groupes de deux universités sont sélectionnés en septembre 1949. Trois propositions sont sélectionnées pour le premier tour de table:
- Les concepteurs de l'académie centrale des beaux-arts de Chine, Zhang Ding, Zhang Guangyu, Zhou Lingzhao et Zhong Ling, présentent leurs propositions avec 5 variations le 25 septembre 1949. Le symbolisme de leur première conception est: l'étoile rouge symbolisant le communisme et le parti communiste de Chine. Le rouage et le blé / riz symbolisant l'unification des travailleurs industriels et des paysans. La montée de la terre avec la Chine en rouge symbolisant la révolution socialiste en Chine et la révolution mondiale idéale sur les comtés asiatiques. Trente et un rayons derrière la terre symbolisent les trente et une divisions administratives provinciales de l'époque. Le nom de la république populaire de Chine est écrit sur le ruban rouge ci-dessous. La conception est basée sur leur conception de l'emblème de la conférence consultative politique du peuple chinois, et est influencée par l'héraldique socialiste du bloc de l'Est.
- Les concepteurs du département d'architecture de l'Université de Tsinghua, Liang Sicheng, Lin Huiyin, Mo Zongjiang, Zhu Changzhong, Li Zongjin et Gao Zhuang remettent leur proposition le 30 octobre 1949. Selon leur proposition, le design est un mélange de tradition, d'idéaux de la culture chinoise et de la nouvelle révolution démocratique maoïste. Le design imite le style des miroirs de la dynastie Han, symbolisant la luminosité. Le disque est en jade, symbole de paix et d'unité. Les sculptures décoratives sur le disque sont dans le style de la dynastie Tang. Les étoiles du drapeau national et un rouage sont placées au centre du disque, entourées de blés, symbolisant l'unité de la classe ouvrière et du socialisme. Le ruban rouge nouait un anneau de jade plus petit, symbolisant l'unification du peuple chinois.
- L'autre proposition de Zhang Ding, Zhang Guangyu et Zhou Lingzhao est une représentation en perspective de la porte de Tian'anmen.

Les membres du premier comité de la CCPPC discutent de ces trois propositions le 10 juin 1950. Le résultat de la discussion est que la proposition de l'académie centrale des beaux-arts de Chine est trop colorée pour être considérée comme une marque, et que la proposition de l'université de Tsinghua contient de nombreux symboles traditionnels. Le comité suggère deux groupes pour inclure la porte de Tian'anmen, un symbole de la révolution chinoise qui est l'emplacement du mouvement du 4 mai et la cérémonie de fondation de la république populaire de Chine le 1er octobre 1949. 
Deux groupes ont ensuite travaillé sur un deuxième tour de propositions. La deuxième proposition de l'université de Tsinghua standardise la conception de la porte Tian'anmen sur l'emblème et choisi le rouge et le jaune comme couleurs principales. Leur proposition est sélectionnée et le design est standardisé et simplifié par Gao Zhuang. Ce dessin est officiellement adopté comme emblème national le 20 septembre 1950 par le gouvernement populaire central.

## Construction
La norme nationale de la Chine: GB 15093-2008 spécifie la construction, le matériau et la couleur de l'emblème national.

## Emblème de la ville et emblème de la région administrative spéciale
Le 15 avril 1985, la ville de Taiyuan a officiellement annoncé son emblème, devenant la première ville de la République populaire de Chine à avoir un emblème de la ville.
Hong Kong et Macao ont chacun leur propre emblème. Le Congrès national du peuple a adopté l'utilisation normalisée des emblèmes des deux régions administratives spéciales.